# Rheinwaldhorn
Rheinwaldhorn (wł.: Adula, romansz: Piz Valragn) – szczyt w Alpach Lepontyńskich, części Alp Zachodnich. Leży w Szwajcarii na granicy kantonów Ticino i Gryzonia, blisko granicy z Włochami. Należy do podgrupy Alpy Adula. Można go zdobyć ze schroniska Capanna Adula CAS (2012 m), Capanna Adula UTOE (2393 m) lub Zapporthütte (2276 m).
Pierwszego odnotowanego wejścia dokonał Placidus a Spescha w czerwcu 1789 r.